# بنو سلدق

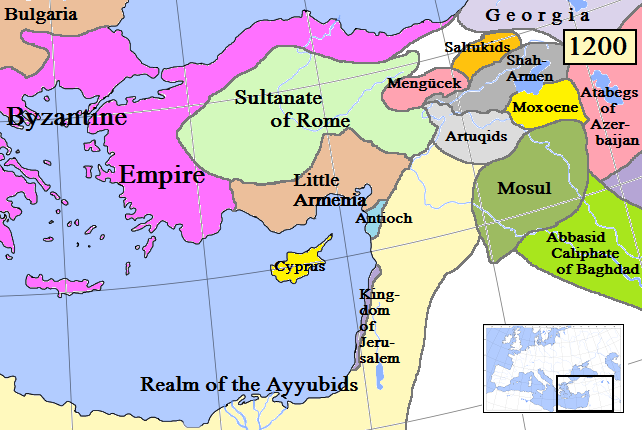
خريطة لأناضول وبعض المناطق المحيطة بها في العام 1200 ميلادي. (مستندة جزئياً إلى خريطة يوراتلاس لأوروبا عام 1200.)

بنو سلدق  هم إحدى إمارات الأناضول لللفترة الأولى لحكم الأمراء، والتي نشأت بعد معركة ملاذكرد وكان مركزهم أرضروم وقد حكموا في الفترة مابين 1071-1202. مؤسس هذه الإمارة هو أمير سلدق أحد القادة العسكريين للسلطان سلاجقة ألب أرسلان. حاربت هذه الإمارة بشكل متكرر ضد مملكة جورجيا للسيطرة على منطقة قارص. احتلت الأمبراطورية البيزنطية مركز الإمارة أرضروم في الفترة مابين 1077-1079. كما حصرها ملك جورجيا جورج الثالث سنة 1184. سيطرت في أوجها على كل منطقة أرضروم وبايبورت ومعظم قارص وشمال أغري وموش.
أهم حكام هذه الإمارة هو علي بن أمير سلدق الذي حكم أرضروم في سنة 1103. كما تميزت هذه الإمارة بوجود امرأة كحاكمة وهي مليكة ماما خاتون وهي شقيقة نصير الدين محمد والتي حكمت لمدة لتسع سنوات وقد بنت كاروانسرا مثير للإعجاب في تيركان

## الحكام
- أمير سلدق (1071–1102)
- علي سلدق (1102–1124)
- زياد الدين (1124–1132)
- نصير الدين محمد (1168–1191)
- مليكة ماما خاتون (1191–1200)
- علاء الدين محمد (1200–1202)